# Sabatieria tenuicaudata
Sabatieria tenuicaudata är en rundmaskart som först beskrevs av Bastian 1965.  Sabatieria tenuicaudata ingår i släktet Sabatieria och familjen Comesomatidae. Arten är reproducerande i Sverige. Inga underarter finns listade i Catalogue of Life.